# Leon M. Negruzzi
Leon M. Negruzzi (n. 17 august 1899, Wiener Neustadt, Austria Inferioară, Austro-Ungaria – d. 6 octombrie 1987, Paris, Franța) a fost un poet, prozator și traducător român.

## Biografie
S-a născut în orașul austriac Wiener Neustadt, ca fiul al generalului român Mihail L. Negruzzi și al soției sale, Lucia (născută Miclescu). Provenea dintr-o familie românească veche, cu rădăcini adânci în cultura română: străbunicul său a fost Costache Negruzzi, iar unchiul său a fost Iacob Negruzzi. A absolvit în 1916 studiile secundare la Liceul Internat din Iași și apoi, după Primul Război Mondial, Facultatea de Drept a Universității din Iași.
S-a stabilit în Franța după 1925 și a lucrat la Éditions Albin Michel. După încheierea celui de-al Doilea Război Mondial și instaurarea unui regim comunist în țara sa natală, el a fost activ în informarea opiniei publice occidentale despre situația României sub ocupația sovietică. În februarie 1952 a prezentat un Mémorandum des refugiés roumains adressé a l’Organisation des Nations Unies la Adunarea Generală a Națiunilor Unite; documentul a fost semnat de mai mulți scriitori români, printre care Aron Cotruș, Mircea Eliade, Claudiu Isopescu și Eugen Lozovan.
Negruzzi a publicat relatări de călătorie, romane și poezii. Criticul Mircea Anghelescu îl considera un „prozator de spiță voltairiană și observator fără iluzii al umanității”. A tradus, de asemenea, romane românești în limba franceză, printre care Șatra de Zaharia Stancu (publicată la Paris în 1970 și reeditată în 1973). A murit la Paris.

## Opera
- Flâneries en U.S.A., Paris, 1930 (trad. în limba română de E. Konya, București, 1934);
- Les Aventures extraordinaires de Rodolphe Durant, I. Gang, Paris, 1933; II. Le Politicien, Paris, 1934 (trad. în limba română de Ben Corlaciu și Dana Konya-Negruzzi, București, 1974);
- Nimic (în colab. cu Mihail L. Negruzzi), versuri, Iași, [1943];
- Le Tour du monde d’Hippolyte-Louis Dupont-Lafaisse, Paris, 1957;
- Existence, [Paris], f.a.

### Traduceri
- Zaharia Stancu: La tribu (Șatra), Éditions Albin Michel, Paris, 1970; reeditată în 1973.